# Winkelmühle (Ippesheim)
Winkelmühle (auch Dorfsmühle oder Untermühle genannt; fränkisch: Winglmiel) ist ein Gemeindeteil des Marktes Ippesheim im mittelfränkischen Landkreis Neustadt an der Aisch-Bad Windsheim in Bayern. Winkelmühle liegt in der Gemarkung Bullenheim.

## Geografisches Lage
Die Einöde liegt auf freier Flur an der Iff, einem linken Zufluss des Breitbachs. Eine Gemeindeverbindungsstraße führt zur Gemeindemühle (0,4 km südöstlich) bzw. zur Gehrenmühle (0,8 km nordwestlich).

## Geschichte
Der Ort wurde 1573/74 als „Winckelmühl bey Bullenhaim“ erstmals urkundlich erwähnt. Damals stritten Johann Graf von Schwarzenberg und Zeisolf von Rosenheim um die herrschaftliche Zugehörigkeit der Mühle. Der Streit wurde erst 1574 beigelegt. Der Name der Mühle verweist auf die geografische Situation in der Nähe der Anlage: Die Iff fließt südlich der Wassermühle in einem nach Westen gewundenen Bogen auf die Winkelmühle zu. Weiter im Norden wendet sich der Bach dann erneut nach Westen. Jene Bachwinkel schlugen sich im Namen nieder.
1617 wurde sie im Salbuch der Windsheimer Kloster-Augustini-Pflege genannt. Der erste namentlich erwähnte Müller war Jacob Leykauff (1683). Die Anlage wurde von der Herrschaft an sogenannte Bestandsmüller vergeben, die als Pächter die Anlage betrieben. Im Jahr 1762 wurde als Beständer der Müller Johann Friedrich Mahlbeck genannt.
Mit dem Gemeindeedikt (frühes 19. Jahrhundert) wurde Winkelmühle dem Steuerdistrikt Bullenheim und der Ruralgemeinde Bullenheim zugewiesen. Am 1. Januar 1978 wurde Winkelmühle im Zuge der Gebietsreform in Bayern nach Ippesheim eingegliedert.

### Einwohnerentwicklung
| Jahr      | 001818 | 001836 | 001840 | 001861 | 001871 | 001885 | 001900 | 001925 | 001950 | 001961 | 001970 | 001987 |
| Einwohner | 6      | 8      | 8      | 6      | 6      | 7      | 6      | 7      | 6      | 6      | 4      | *      |
| Häuser    | 2      | 1      | 1      |        |        | 1      | 1      | 1      | 1      | 1      |        | *      |
| Quelle    | [ 1 ]  | [ 11 ] | [ 12 ] | [ 2 ]  | [ 13 ] | [ 14 ] | [ 15 ] | [ 16 ] | [ 17 ] | [ 18 ] | [ 19 ] | [ 20 ] |

## Religion
Winkelmühle ist evangelisch-lutherisch geprägt und bis heute nach St. Leonhard (Bullenheim) gepfarrt.